# Hosszúcsőrű lile
A hosszúcsőrű lile (Charadrius placidus) a madarak osztályának lilealakúak (Charadriiformes) rendjébe, ezen belül a lilefélék (Charadriidae) családjába  tartozó faj.
A magyar név forrással nincs megerősítve, lehet, hogy az angol név tükörfordítása (Long-billed Plover).

## Rendszerezése
A fajt John Edward Gray és George Robert Gray írták le 1863-ban. Egyes szervezetek a Thinornis nembe sorolják Thinornis placidus néven.

## Előfordulása
Dél- és Kelet-Ázsiában, Banglades, Bhután, Brunei, Dél-Korea, Észak-Korea, Hongkong, India, Indonézia, Japán, Kambodzsa, Kína, Laosz, Malajzia, Mongólia, Mianmar, Nepál, Oroszország, Srí Lanka, Tajvan, Thaiföld és Vietnám területén honos.
Természetes élőhelyei a tengerpartok, tavak, folyók és patakok környéke, valamint szántóföldek. Vonuló faj.

## Megjelenése
Átlagos testhossza 21 centiméter, testtömege 41-70 gramm.
|  |

## Természetvédelmi helyzete
Az elterjedési területe nagyon nagy, egyedszáma 670-17000 közötti és csökken, de még nem éri el a kritikus szintet. A Természetvédelmi Világszövetség Vörös listáján nem fenyegetett fajként szerepel.